# راکهی گلزار
راکهی گلزار (انگلیسی: Rakhee Gulzar؛ زادهٔ ۱۵ اوت ۱۹۴۷) یک هنرپیشه اهل هند است. وی بین سال‌های ۱۹۶۷ تا ۲۰۰۳ میلادی فعالیت می‌کرد.
از فیلم‌ها یا برنامه‌های تلویزیونی که وی در آن نقش داشته‌است می‌توان به بازیگر اشاره کرد. وی همچنین برنده جوایزی همچون جوایز فیلم‌فیر شده‌است.

## فیلم‌شناسی
فهرست برخی از فیلم‌هایی که راکهی گلزار در آنها به ایفای نقش پرداخته‌است:
- بازیگر
- کاران آرجون
- مرز
- قانون
- تلاش
- یک رابطه:زنجیرعشق
- بازی دل
- باروت
- سوگند
- رشته محبت
- سرباز
- جنگجویان
- شرور
- بی‌نظیر
- یتیم یا حرامزاده
- یک شب بارانی
- عظمت
- سنگ سیاه
- جریمه
- فاتح سرنوشت
- نیزهٔ سه شاخه
- به نام وعده
- گاهی اوقات
- مقاومت
- زندگی یک مبارزه است
- منطقه
- ساده‌لوح
- ارباب
- لکه
- رودالی
- فریبکار
- قسمت
- ۲۷ پایین
- مدال طلا
- مرگ و زندگی
- باج‌گیری
- نجیب
- زمین آسمان
- قول می‌دهم
- مرد دوم
- قضاوت مقدر
- موفق باشید
- سوامی ویوکاناندا
- در چشم شما
- نشستن
- پاراما
- خجالتی
- توبه
- تریشنا
- یک ممنوعیت
- دامان
- آناند و آناند
- آقای بنارسی
- نخ‌های باریک